# Bhalche
Bhalche (en népalais : भाल्चे) est un comité de développement villageois du Népal situé dans le district de Nuwakot. Au recensement de 2011, il comptait 3 488 habitants.